# Velembusi
Velembusi (cyr. Велембуси) – wieś w Czarnogórze, w gminie Bar. W 2011 roku liczyła 924 mieszkańców.